# Джиджилава, Зураб Зурабович
Зура́б Зура́бович Джиджила́ва (род. 24 февраля 1980, Сухуми, СССР) —  режиссёр, сценарист и продюсер

## Биография
Зураб Джиджилава родился в Сухуми в семье архитектора. Отец — Джиджилава Зураб Николаевич — архитектор, художник, чеканщик. Мать — Прежина Людмила Петровна — филолог. Имеет троих детей.
Окончил Академическое музыкальное училище при Академическое музыкальное училище при Московской государственной консерватории имени П. И. Чайковского), получил диплом артист оркестра, дирижер духового оркестра, педагог.
Окончил ВГИК (мастерская Р. Казаряна, курс режиссуры А. Добровольского).

## Карьера
Основатель и директор креативного агентства Egonomics.
Режиссёр-постановщик рекламных роликов международных брендов, автор рекламных кампаний. Обладатель шорт-листа Каннского фестиваля рекламы.
Режиссёр и сценарист художественных фильмов. Победитель отечественных и зарубежных питчингов, обладатель шорт-листов кинофестивалей короткого метра.
В 2018 году выпускает дебютный короткометражный фильм «Крылья», номинированный шестью международными фестивалями. В 2019 году в числе победителей режиссерского конкурса Disney Russia снимает новеллу «Allegro Moderato» c Дарьей Мороз и Ларисой Удовиченко в главных ролях, вошедшую в полнометражный киноальманах «Счастье — это… Часть 2». В этом же году работает над двумя проектами: «Искупление» («Redemption»), победитель на Питчинга CINEMARKET 2019 в секции «Сериалы для онлайн-платформ» и сериалом «Обращение» с c Дарьей Мороз и в главной роли.
В настоящий момент работает над полнометражным фильмом в жанре мокьюментари «Человек, который опреснил море» («Человек, что опреснил море»), с которым участвовал и победил в нескольких международных питчингах,,. 

## Фильмография
- 2018 — «Крылья», короткометражный
- 2019 — «Allegro Moderato» — новелла, часть киноальманаха «Счастье — это… Часть вторая»
- 2019 — «Искупление» («Redemption»), тизер
- 2021 –   "Турист", короткометражный
- 2023 — «Человек, который опреснил море»
- 2023 — «Ма»

## Фестивали и конкурсы

### 2018
- Budapest Short Film Festival (Busho) — Будапешт, Венгрия. «Крылья» (внеконкурсная программа)
- Короче — Калининград, Россия. «Крылья» (внеконкурсная программа)
- Киношок — Анапа, Россия. «Крылья» (конкурс)
- Международный кинофестиваль Сосе — Ереван, Армения. «Крылья» (конкурс)
- SHNIT — Швейцария. «Крылья» (конкурс)
- Премия «Золотой единорог» — Лондон, Великобритания. «Крылья» (конкурс)
- Режиссерскоий конкурс Disney Russia — победитель[8]

### 2019
- Питчинг CINEMARKET 2019 — победитель в секции «Сериалы для онлайн-платформ» («Искупление»)
- Святая Анна — Москва, Россия. «Крылья» (конкурс)
- ClujShorts International Short Film Festival — Клуж-Напока, Румыния. «Крылья» (конкурс)

### 2020
- Питчинг Дебютантов Московского Международного Кинофестиваля — победитель в секции Игровое кино («Человек, который опреснил море»)
- Baltic Pitching Forum 2020 (The Baltic Producers MEDIA Award) — победитель с проектом «The Man Who Scooped the Sea» («Человек, который опреснил море»)
- Питчинг FEST (Эшпинью, Португалия) — участие с проектом «Человек, который опреснил море»
- Industry@Tallinn&Baltic Event (Эстония) — участие с проектом «Человек, который опреснил море»
- Питчинг Тбилисского Кинофестиваля (Грузия) — проект «Человек, который опреснил море», шортлист